# What We Made
What We Made è il primo album in studio del rapper britannico Example, pubblicato nel 2007.

## Tracce
Testi di Example.
1. So Many Roads – 3:34
2. You Can't Rap – 3:15
3. Milk Your Goat – 4:22
4. Birthday Card – 4:42
5. I Don't Want To – 3:50
6. Popcorn and Fisticuffs – 3:51
7. Posh Birds – 3:50
8. No Sleep for the Wicked – 3:46
9. Me & Mandy – 3:27
10. Really Sorry – 4:20
11. Today I Met Myself – 3:19
12. Care 4 U – 3:28
13. What We Made – 3:58